# Lex Titia
Die Lex Titia war ein auf den Volkstribun Publius Titius zurückgehendes und am 27. November 43 v. Chr. von der Volksversammlung verabschiedetes römisches Gesetz. Es legalisierte das zwischen den Caesarianern Octavian, Marcus Antonius und Marcus Aemilius Lepidus gebildete Zweite Triumvirat für die Dauer von fünf Jahren. Verlängert wurde das Gesetz 38 v. Chr.
Im Gegensatz zum Ersten Triumvirat, welches als inoffizielles Bündnis zwischen drei Männern ohne Rechtsgrundlage verstanden werden muss, gab die lex Titia dem Zweiten Triumvirat einen offiziellen und  rechtlichen Rahmen, ausgestattet mit diktatorischen Vollmachten, war lex publica.
Die dreiköpfige Kommission, die sich laut ihrer Bezeichnung nach Caesars Tod um die „Konsolidierung der Republik“ (triumviri rei publicae constituendae) im römischen Imperium bemühen wollte, erhielt die weitreichende Befugnis eingeräumt, Gesetze ohne Mitwirkung von Senat oder Volk erlassen beziehungsweise kassieren zu dürfen. Die Triumviri konnten zudem nach Belieben Richter (iudices) benennen und Aufgaben der Staatsverwaltung wahrnehmen. Sie konnten sich lediglich nicht gegenseitig sanktionieren und ihre Entscheidungen mussten kollegial erfolgen. Derartige Freiräume legen nahe, dass das Volkstribunat erkannt hatte, dass zum Zweck der Überwindung des bestehenden Staatsnotstandes alle Kräfte auf das Triumvirat zu bündeln waren, mit der Folge der Entmachtung des Volkes als Souverän. 
Tatsächlich beflügelte das Gesetz einen unvorhergesehenen gesellschaftlichen Prozess, den des strukturpolitischen Wandels. Die durch die Wirren des Bürgerkrieges ausgehöhlte Republik mutierte dabei zum monarchisch geprägten Kaisertum. Das Gesetz stand am Beginn des Zeitalters des Prinzipats. Auch der durch das Gesetz gestellte Auftrag wurde erfüllt, denn der Bürgerkrieg konnte beendet werden. 30 v. Chr. hatte Octavian seine Widersacher Antonius und Kleopatra besiegt, und er vermochte in den beiden Folgejahren schrittweise die Ordnung des Staates formal wiederherzustellen. 27 v. Chr. gab er seine Vollmachten an Senat und Volk von Rom zurück (restitutio rei publicae), erhielt aber sogleich neue, auf ihn zugeschnittene umfassende Befugnisse. Fortan regierte er unter dem vom Senat neu geschaffenen Ehrennamen Augustus.